# Калхун (округ, Южная Каролина)
Округ Калхун (англ. Calhoun County) располагается в штате Южная Каролина, США. Административный центр находится в городе Сент-Матьюс — крупнейшем населённом пункте округа.
По состоянию на 2010 год, численность населения округа составляла 15 175 человек.

## История
Округ Калхун был официально образован в 1908 году и был назван в честь 7-го вице-президента США Джона Колдвелла Кэлхуна.

## География
В соответствии с данными указанными на сайте центрального статистического органа страны — Бюро переписи населения США, общая площадь округа равняется 1015,281 км2, из которых 984,201 км2 занимает суша и 31,080 км2 или 3,09% приходится на водную поверхность.

## Население
По данным переписи населения 2000 года в округе проживает 15 185 жителей в составе 5 917 домашних хозяйств и 4 272 семей. Плотность населения составляет 15,00 человек на км2. На территории округа насчитывается 6 864 жилых строений, при плотности застройки около 7,00-ти строений на км2. Расовый состав населения: белые — 50,03 %, афроамериканцы — 48,69 %, коренные американцы (индейцы) — 0,19 %, азиаты — 0,14 %, гавайцы — 0,03 %, представители других рас — 0,24 %, представители двух или более рас — 0,69 %. Испаноязычные составляли 0,00 % населения независимо от расы.
В составе 30,20 % из общего числа домашних хозяйств проживают дети в возрасте до 18 лет, 52,00 % |домашних хозяйств представляют собой супружеские пары проживающие вместе, 15,80 % домашних хозяйств представляют собой одиноких женщин без супруга, 27,80 % домашних хозяйств не имеют отношения к семьям, 24,50 % домашних хозяйств состоят из одного человека, 9,60 % домашних хозяйств состоят из престарелых (65 лет и старше), проживающих в одиночестве. Средний размер домашнего хозяйства составляет 2,54 человека, и средний размер семьи 3,03 человека.
Возрастной состав округа: 25,10 % моложе 18 лет, 7,40 % от 18 до 24, 27,00 % от 25 до 44, 26,70 % от 45 до 64 и 26,70 % от 65 и старше. Средний возраст жителя округа 39 лет. На каждые 100 женщин приходится 90,10 мужчин. На каждые 100 женщин старше 18 лет приходится 86,40 мужчин.
Средний доход на домохозяйство в округе составлял 32 736 USD, на семью — 39 823 USD. Среднестатистический заработок мужчины был 31 431 USD против 22 267 USD для женщины. Доход на душу населения составлял 17 446 USD. Около 13,20 % семей и 16,20 % общего населения находились ниже черты бедности, в том числе — 20,40 % молодежи (тех, кому ещё не исполнилось 18 лет) и 18,30 % тех, кому было уже больше 65 лет.